# Parcs et jardins de Tokyo
Tokyo compte de nombreux parcs et jardins.

## Parcs et jardins

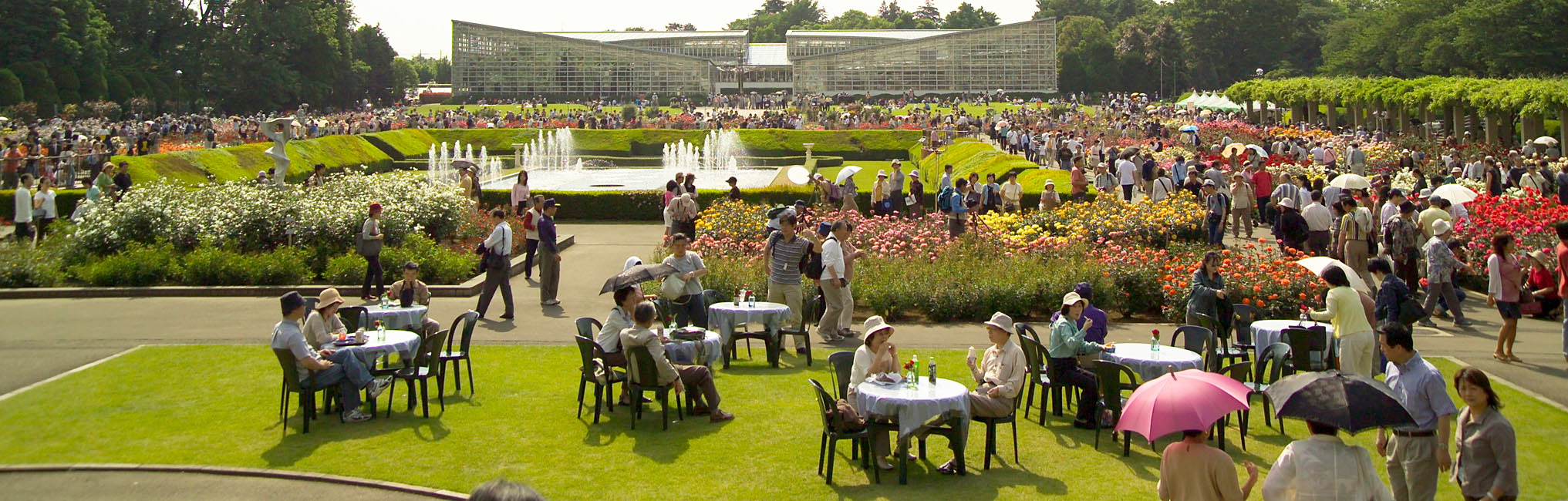
Jardin de roses dans le jardin botanique de Jindai

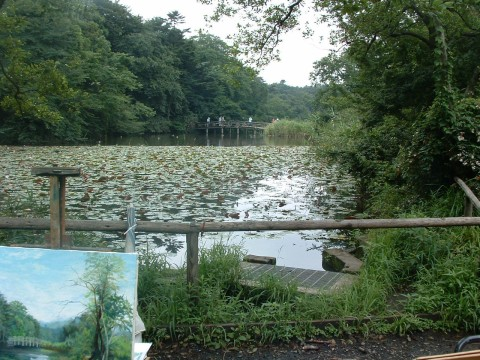
Fleurs de lotus dans le parc de Shakujii

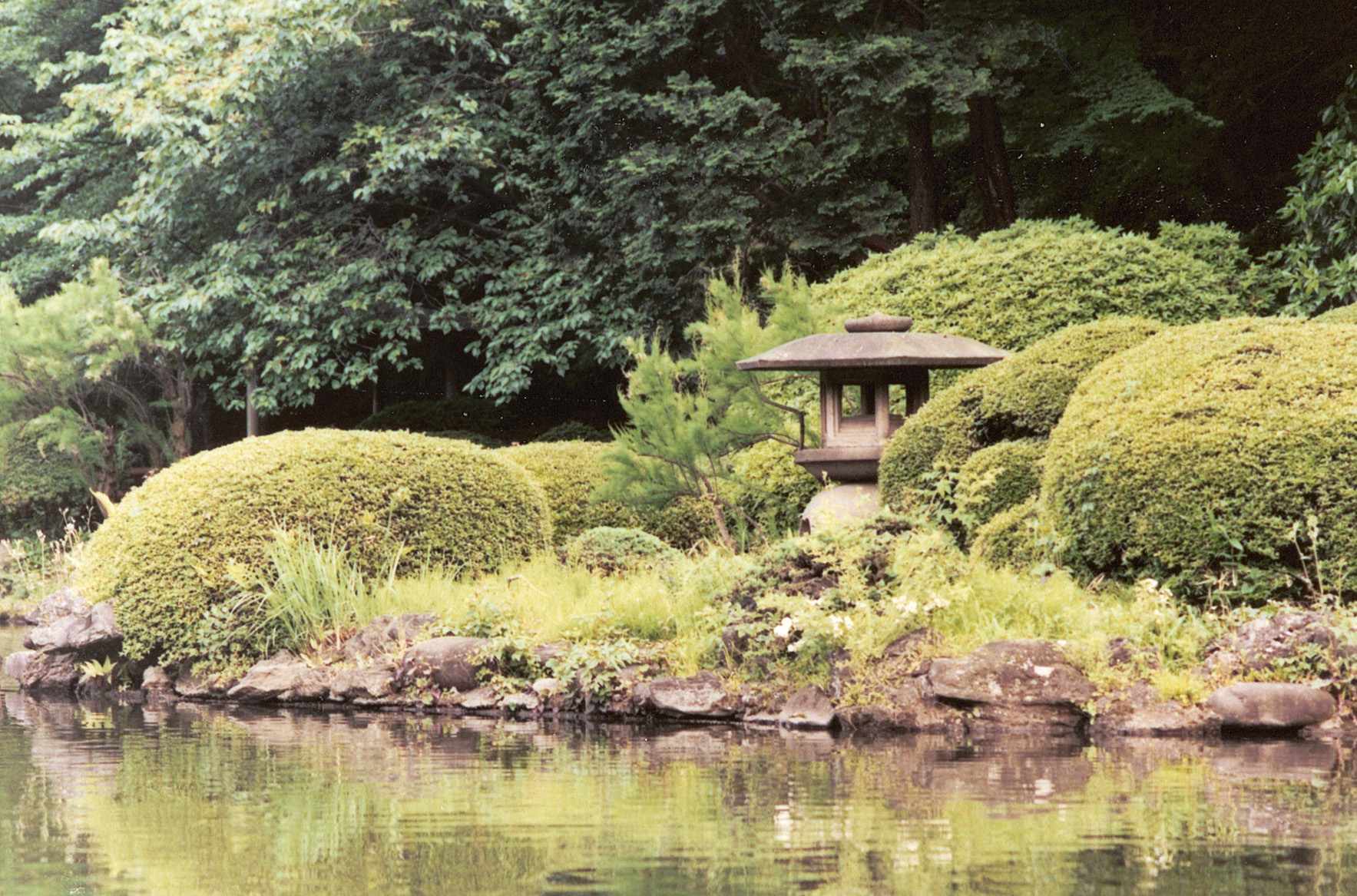
Jardin japonais traditionnel dans le Shinjuku Gyoen

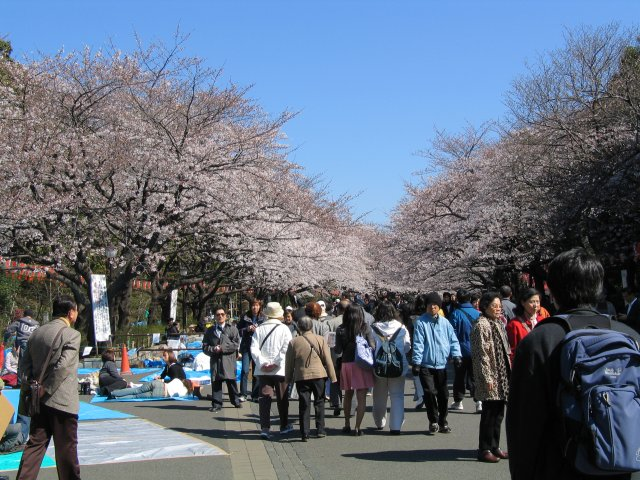
Cerisiers en fleurs dans le parc d'Ueno

| Parc                                    | Emplacement           | Année d'ouverture au public |
| --------------------------------------- | --------------------- | --------------------------- |
| Parc mémorial d'Arisugawa-no-miya       | Minato-ku             | 1934                        |
| Parc d'Asukayama                        | Kita                  | 1873                        |
| Parc naturel préfectoral Akikawa Kyūryō |                       | 1953                        |
| Jardin de Chinzan-so                    | Bunkyō                |                             |
| Jardin de l'est du palais impérial      | Chiyoda               | 1968                        |
| Jardin Hama-Rikyū                       | Chūō-ku               | 1946                        |
| Parc d'Hibiya                           | Chiyoda               | 1903                        |
| Parc d'Inokashira                       | Kichijōji             | 1918                        |
| Jardin botanique de Jindai              | Chōfu                 | 1961                        |
| Kamezuka Koen                           | Minato-ku             |                             |
| Parc Kansen-en                          | Shinjuku              |                             |
| Parc de Kasai Rinkai                    | Edogawa               | 1989                        |
| Parc de Kiba                            |                       |                             |
| Parc de Kinuta                          | Setagaya              | 1957                        |
| Parc de Kitanomaru                      | Chiyoda               | 1969                        |
| Jardin de Kiyosumi                      | Fukagawa              | 1932                        |
| Jardins botaniques de Koishikawa        | Bunkyō                | 1877                        |
| Koishikawa Kōraku-en                    | Bunkyō                |                             |
| Parc olympique Komazawa                 | Setagaya et Meguro    | 1964                        |
| Jardins Kyū-Furukawa                    |                       |                             |
| Jardin de Kyū-Iwasaki-tei               | Taitō                 |                             |
| Jardin de Kyū Shiba Rikyū               | Chūō-ku               | 1924                        |
| Jardin intérieur du sanctuaire Meiji    |                       |                             |
| Jardin extérieur du sanctuaire Meiji    | Shinjuku et Minato-ku | 1926                        |
| Parc de Mizumoto                        | Katsushika            | 1965                        |
| Jardin de Mukōjima-Hyakkaen             | Sumida-ku             | 1939                        |
| Ōkuma-teien                             | Shinjuku              |                             |
| Rikugi-en                               | Bunkyō                | 1938                        |
| Parc de Shakujii                        | Nerima                | 1959                        |
| Parc de Shiba                           | Minato-ku             | 1873                        |
| Jardin de Shin-Edogawa                  | Bunkyō                |                             |
| Parc central de Shinjuku                | Shinjuku              |                             |
| Shinjuku Gyoen                          | Shinjuku              | 1949                        |
| Parc mémorial Shōwa                     | Tachikawa             |                             |
| Parc Sumida                             |                       |                             |
| Jardin de Tonogayato                    | Kokubunji             | 1979                        |
| Parc d'Ueno                             | Ueno                  | 1873                        |
| Parc Yokoamichō                         | Sumida-ku             |                             |
| Parc Yoyogi                             | Shibuya               | 1967                        |

## Fleurs
| Type de fleur                   | Saison de floraison    | Emplacements |
| ------------------------------- | ---------------------- | --- |
| Abricotier du Japon (floraison) | Février-mars           | Yoshino Baigo à Ome, jardin de Mukōjima-Hyakkaen, parc Hanegi à Umegaoka |
| Cerisiers en fleurs (sakura)    | Fin mars - début avril | Parc d'Ueno et étang de Shinobazu, parc Yoyogi, Shinjuku Gyoen, parc d'Inokashira à Kichijōji, douve Chidorigafuchi du palais impérial près du Budokan, cimetière d'Aoyama, parc Sumida et rivière près d'Asakusa, université chrétienne internationale |
| Wisteria                        | Fin avril – début mai  | Sanctuaire Kameido Tenjin dans l'arrondissement de Koto |
| Azalées                         | Fin avril – début mai  | Nezu-jinja, jardin est du palais impérial, temple Shiofune Kannon à Ome |
| Roses                           | Du milieu à la fin mai | Jardin botanique Jindai à Chōfu |
| Iris                            | Du début à la mi-juin  | sanctuaire Meiji, jardin d'iris de Horikiri |
| Hydrangea                       | Juin-juillet           | Takahata Fudo Temple, Hino |

## Parcs nationaux

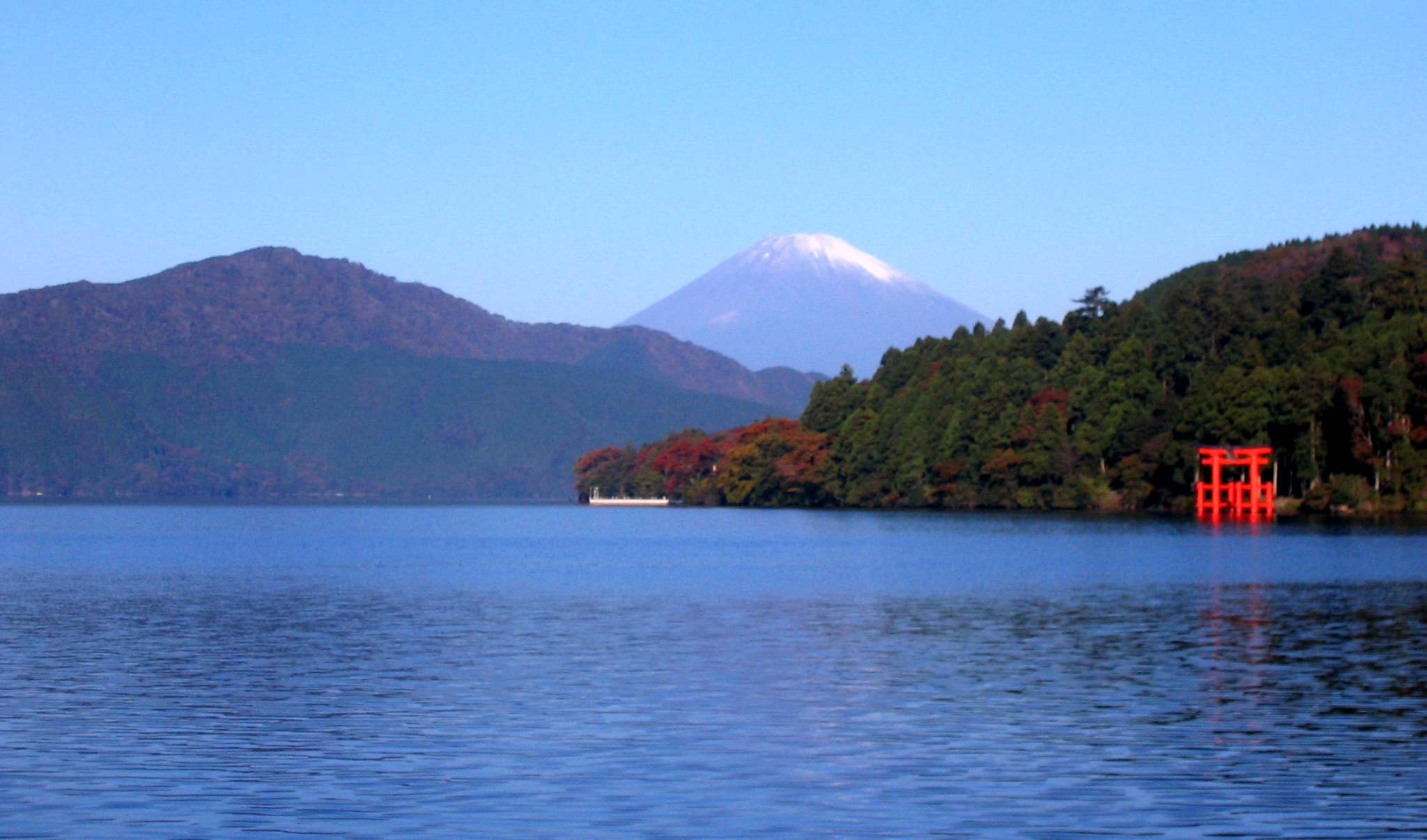
Parc national de Fuji-Hakone-Izu

Il y a quatre parc nationaux dans la préfecture de Tokyo :
- Parc national de Chichibu Tamakai, à Nishitama et s'étendant dans les préfectures de Yamanashi et Saitama.
- Parc quasi national de Meiji no Mori Takao, autour du mont Takao et vers le sud de Hachioji.
- Parc national de Fuji-Hakone-Izu, qui comprend toutes les îles Izu.
- Parc national Ogasawara. En 2006, des démarches sont engagées pour inscrire le parc national d'Ogasawara dans la liste du patrimoine mondial naturel de l'UNESCO.